# الدوري الهندوراسي الدرجة الأولى لكرة القدم 1998–99
الدوري الهندوراسي الدرجة الأولى لكرة القدم 1998–99 هو موسم من الدوري الهندوراسي الدرجة الأولى لكرة القدم. فاز فيه نادي ديبورتيفو أوليمبيا.